# Canachi

La bandiera culturale dei canachi; al centro si può notare la flèche faîtière, il totem degli antichi villaggi canachi.

I canachi (in francese kanak o canaques) sono gli abitanti autoctoni melanesiani e polinesiani della Nuova Caledonia, nell'Oceano Pacifico centro-meridionale. I canachi costituiscono circa il 44% della popolazione totale dell'isola.
La parola deriva dalla voce polinesiana (hawaiana) kanaka maoli "gente nativa", che veniva impiegata dai commercianti e dai missionari per indicare ogni popolazione nativa delle isole del Pacifico, gli austronesiani, sia essa polinesiana, melanesiana o micronesiana.
Prima dell'arrivo degli europei, in Nuova Caledonia non era presente un'entità statuale neocaledone intesa come tale; il termine kanak, spesso francesizzato in canaque, venne utilizzato dagli stessi abitanti per denominare il proprio popolo, e la Nuova Caledonia venne chiamata Kanaky dagli independentisti.

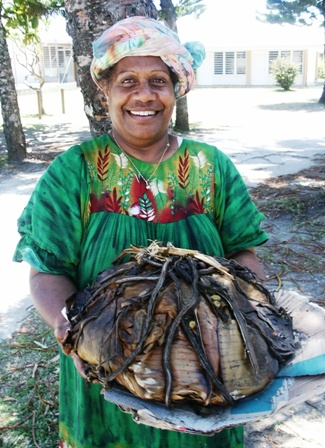
Una donna canaca presenta cibo neocaledone, la bougna in francese, bunyâ in melanesiano (iaai) o puniā in polinesiano (uveano). Un ragù o spezzatino di pollo, pesce o frutti di mare, avvolto in foglie di banana e stufato lentamente con taro, patate dolci o altri condimenti, in un forno interrato con pietre calde.

## Arte canaca

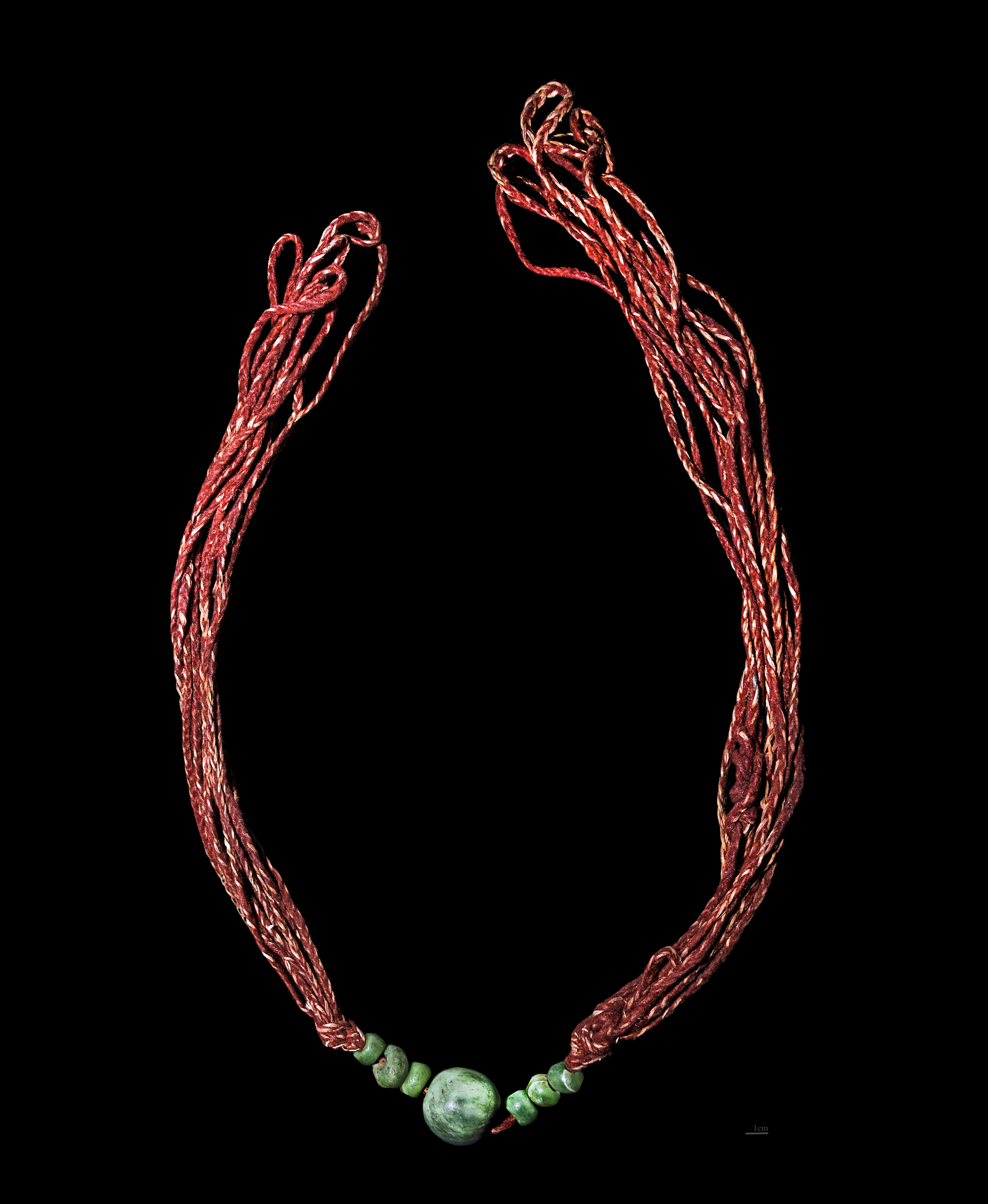
Colletto di pelliccia, di Pteropus vetulus.
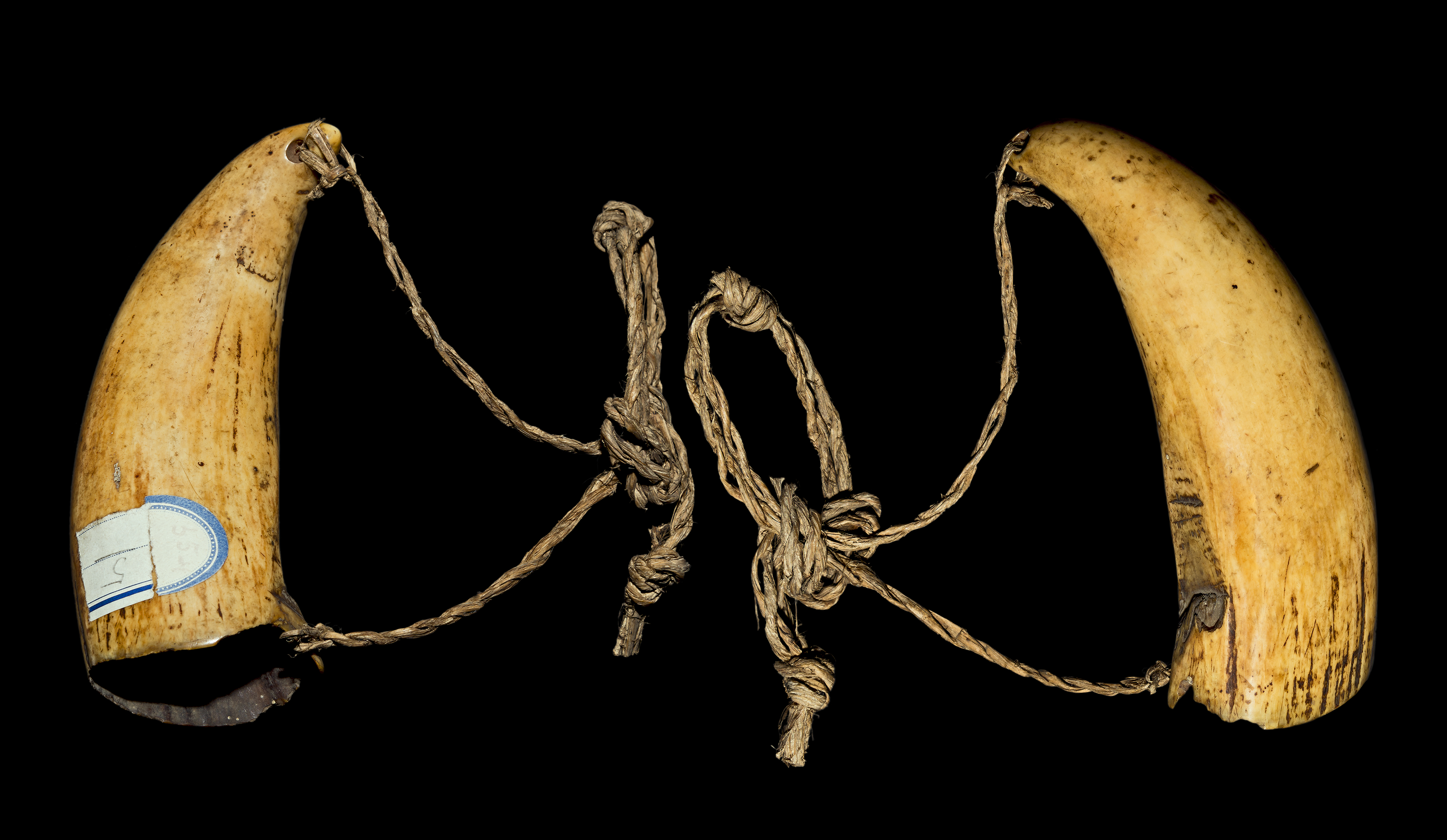
Colletto, dente capodoglio.
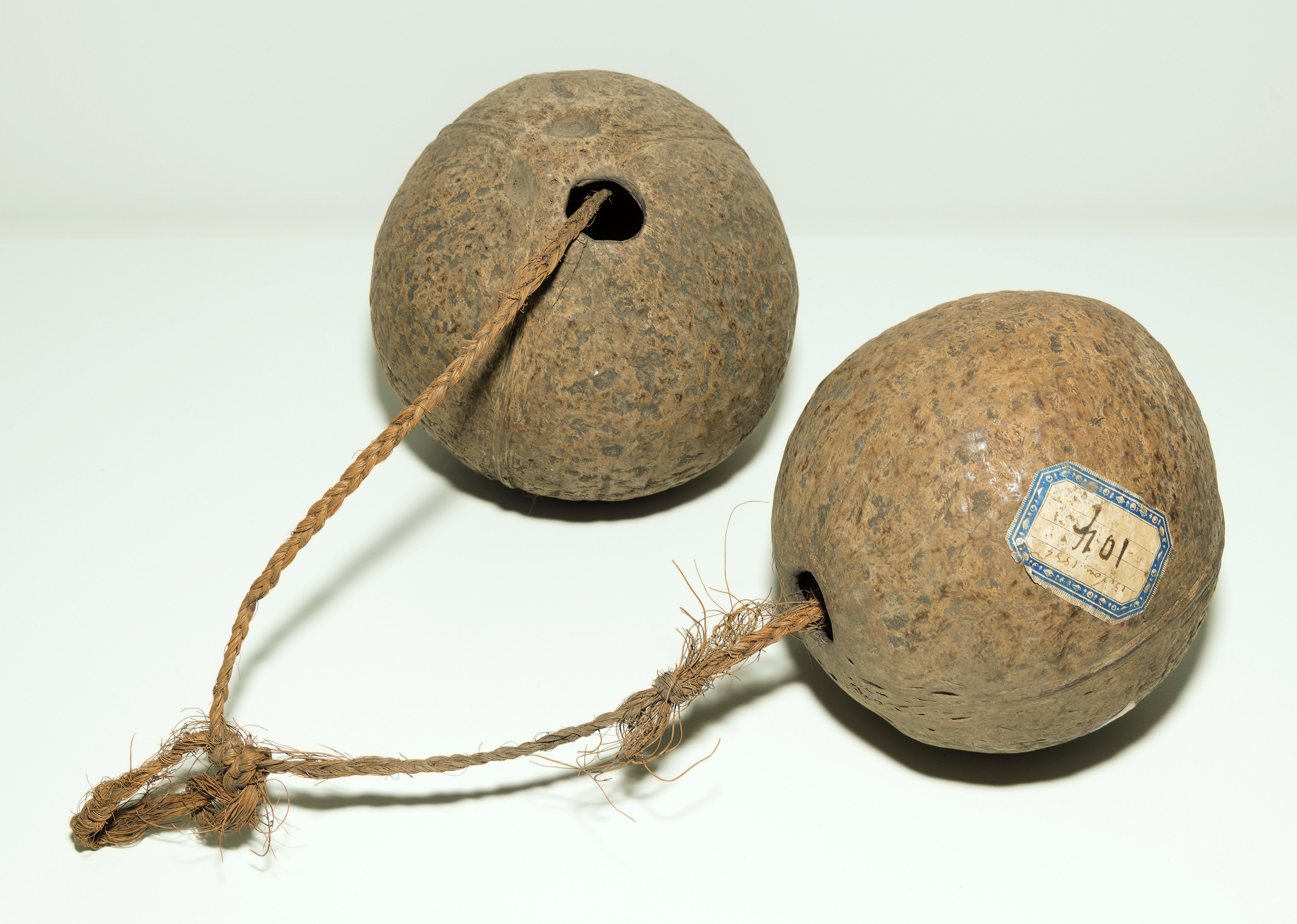
Zucca "Noce di cocco".
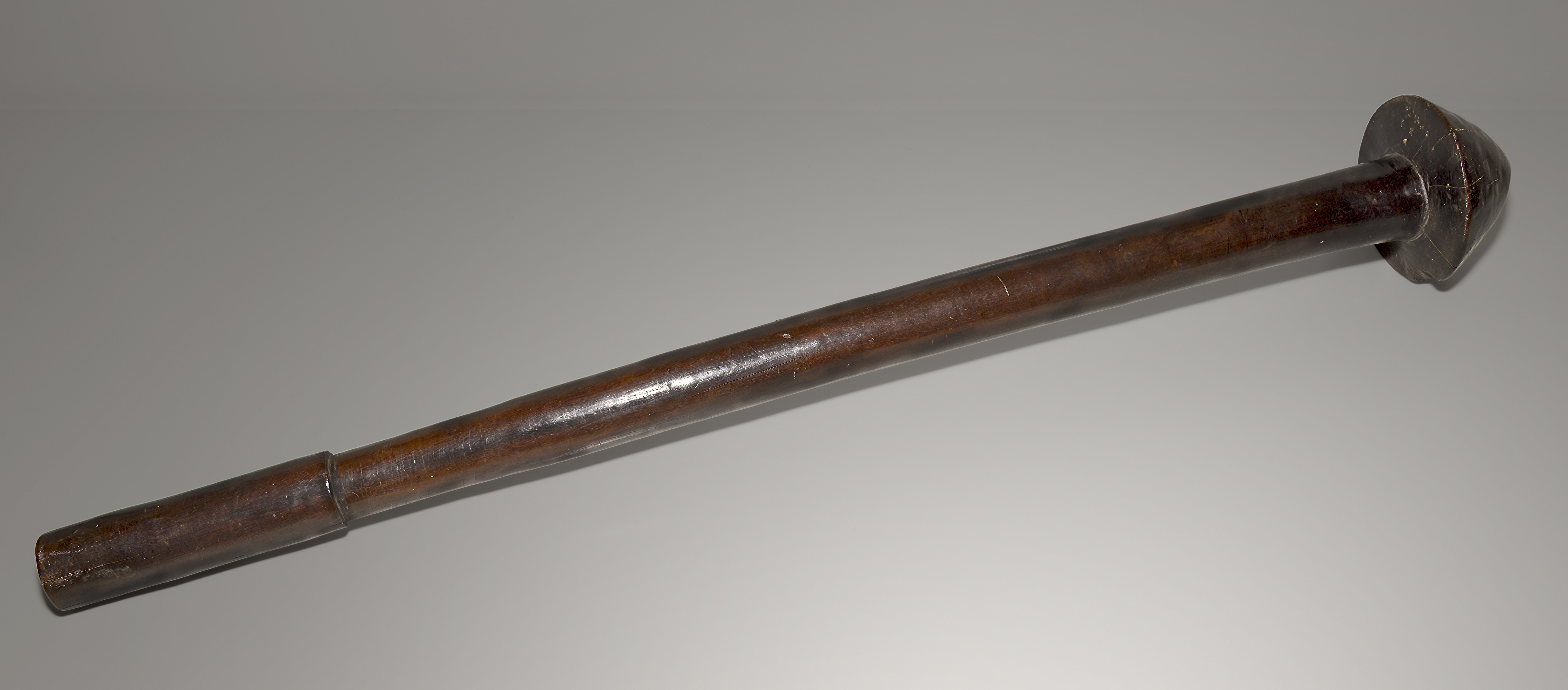
Mazza
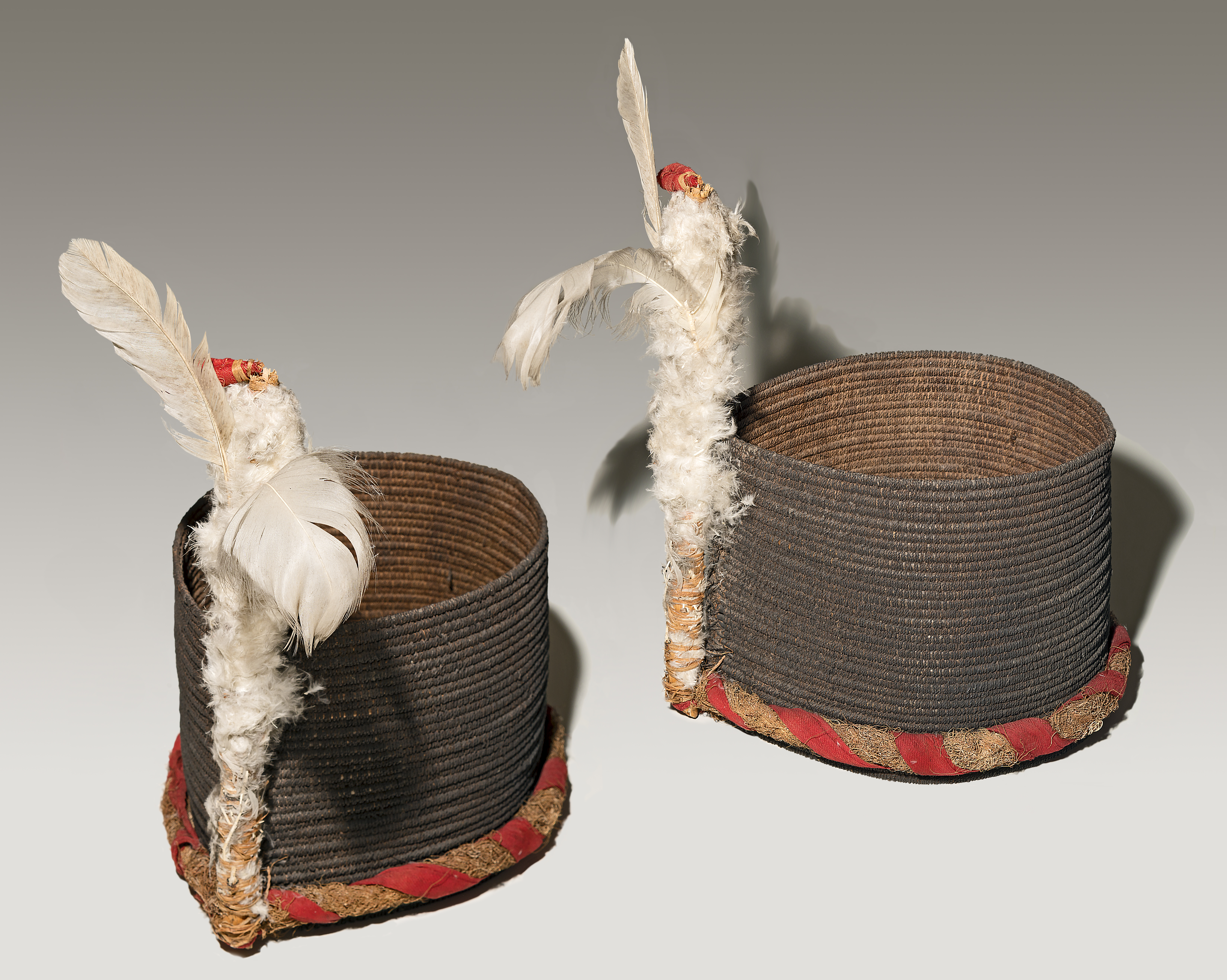
Copricapo Tidi
Intagliato stipite di legno
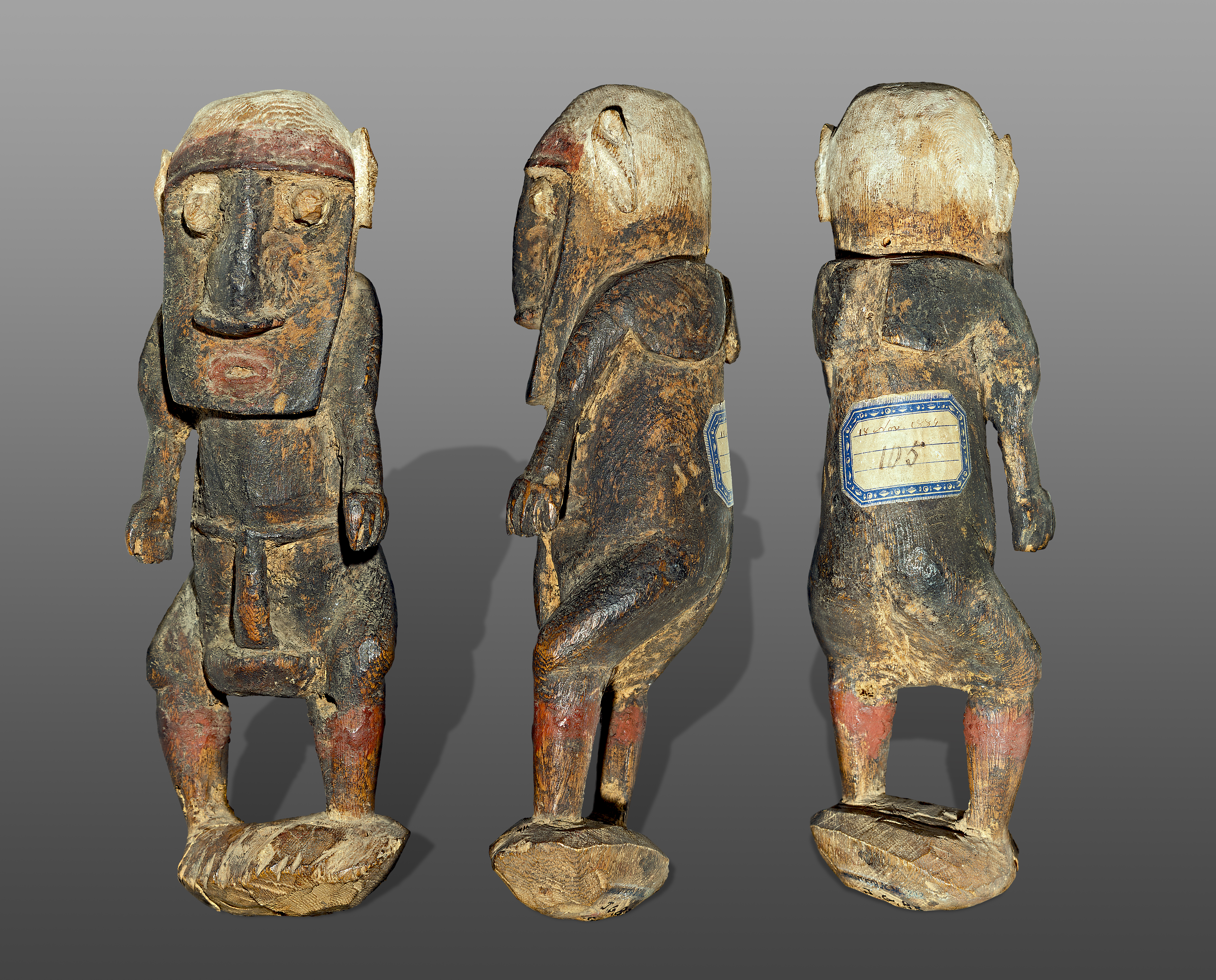
Statuetta